# Program Socrates

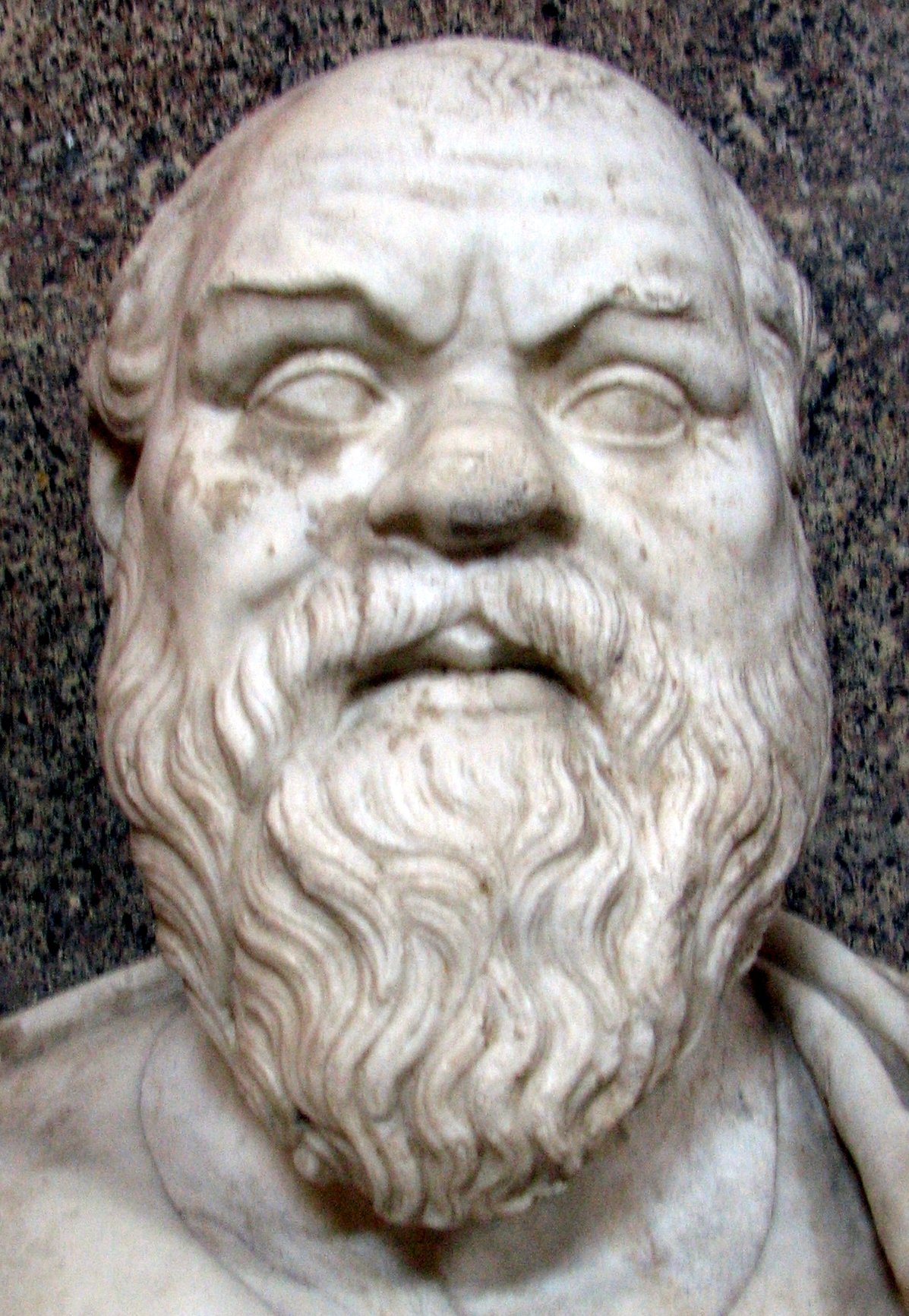
Sókratés

Program SOCRATES byl vzdělávací program Evropské komise. Zúčastnilo se ho 31 zemí. První fáze programu Socrates probíhala od roku 1994 do 31. prosince 1999. Dne 24. ledna 2000 byla nahrazena programem Socrates II, který trval až do roku 2006. Ten byl zase nahrazen programem celoživotního učení 2007–2013.
Zeměmi účastnícími se programu bylo tehdy 25 zemí Evropské unie, tehdejší kandidátské země Rumunsko a Bulharsko; Island, Lichtenštejnsko, Norsko a Turecko.
Program je pojmenován po řeckém filozofovi Sokratovi.

## Deklarované cíle
- „Posílit evropský rozměr vzdělávání na všech úrovních“
- „Zlepšit znalosti evropských jazyků“
- „Podporovat spolupráci a mobilitu během vzdělávání“
- „Podporovat inovace ve vzdělávání“
- „Podporovat rovné příležitosti ve všech sektorech vzdělávání“

## Podpůrné programy
- Program Comenius – primární a sekundární vzdělávání
- Program Erasmus – terciární vzdělávání
- Program Grundtvig – vzdělávání dospělých
- Program Lingua – vzdělávání v evropských jazycích
- Program Minerva – informační a komunikační technologie ve vzdělávání